# Passo Tre Croci
Il passo Tre Croci (Són Zuógo in ladino) è un valico alpino delle Dolomiti  posto a 1.809 m nella zona dell'Ampezzano, fra il monte Cristallo a nord e il Sorapiss a sud. Mette in comunicazione la valle del Boite e Cortina d'Ampezzo con Misurina, Auronzo di Cadore e la val d'Ansiei.

## Descrizione
Il nome del valico è un omaggio ad una tragedia avvenuta nel febbraio del 1789: una madre con i suoi due figli, partiti da Auronzo di Cadore alla volta di Cortina d'Ampezzo in cerca di lavoro, morirono per assideramento nelle vicinanze del passo. In ricordo dell'accaduto sono state erette tre croci in legno.
Presso il passo sono presenti diverse opere difensive (bunker) facenti parte dello sbarramento Passo Tre Croci, parte del Vallo Alpino.
Il Tre Croci è un frequentato punto di partenza per gli escursionisti: da qui partono i sentieri 215 (E) e 213-216-215 (EE) per raggiungere il rifugio Vandelli e il lago di Sorapiss.

## Ciclismo
Il valico è stato percorso varie volte dal Giro d'Italia, la prima nell'edizione 1966:
| Anno | Tappa                                              | Primo in vetta     | Versante scalato |
| ---- | -------------------------------------------------- | ------------------ | ---------------- |
| 1966 | 20ª: Moena > Belluno                               | Ambrogio Portalupi | Cortina          |
| 1970 | 19ª: Rocca Pietore > Dobbiaco                      | Michele Dancelli   | Cortina          |
| 1971 | 18ª: Lienz > Falcade                               | Selvino Poloni     | Misurina         |
| 1973 | 19ª: Andalo > Auronzo di Cadore                    | José Manuel Fuente | Cortina          |
| 1980 | 19ª: Longarone > Cles                              | Claudio Bortolotto | Cortina          |
| 1981 | 20ª: San Vigilio di Marebbe > Tre Cime di Lavaredo | Beat Breu          | Cortina          |
| 1985 | 5ª: Selva di Val Gardena > Vittorio Veneto         | Rafael Acevedo     | Misurina         |
| 2007 | 15ª: Trento > Tre Cime di Lavaredo                 | Leonardo Piepoli   | Cortina          |
| 2013 | 20ª: Silandro > Tre Cime di Lavaredo               | Pavel Brutt        | Cortina          |
| 2018 | 15ª: Tolmezzo > Sappada                            | Giulio Ciccone     | Cortina          |
| 2023 | 19ª: Longarone > Tre Cime di Lavaredo              | Derek Gee          | Cortina          |

## Galleria d'immagini

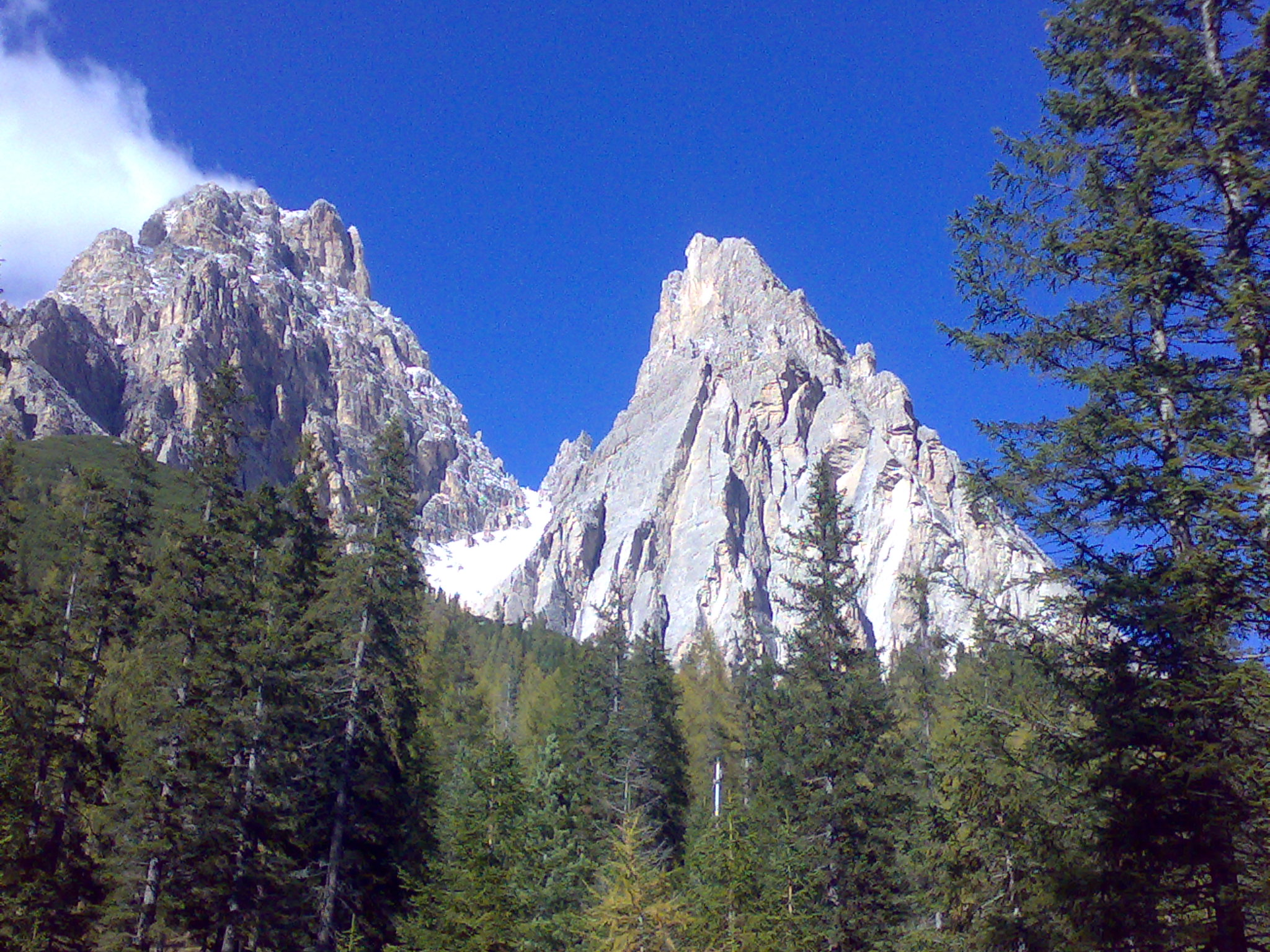
Il Piz Popena
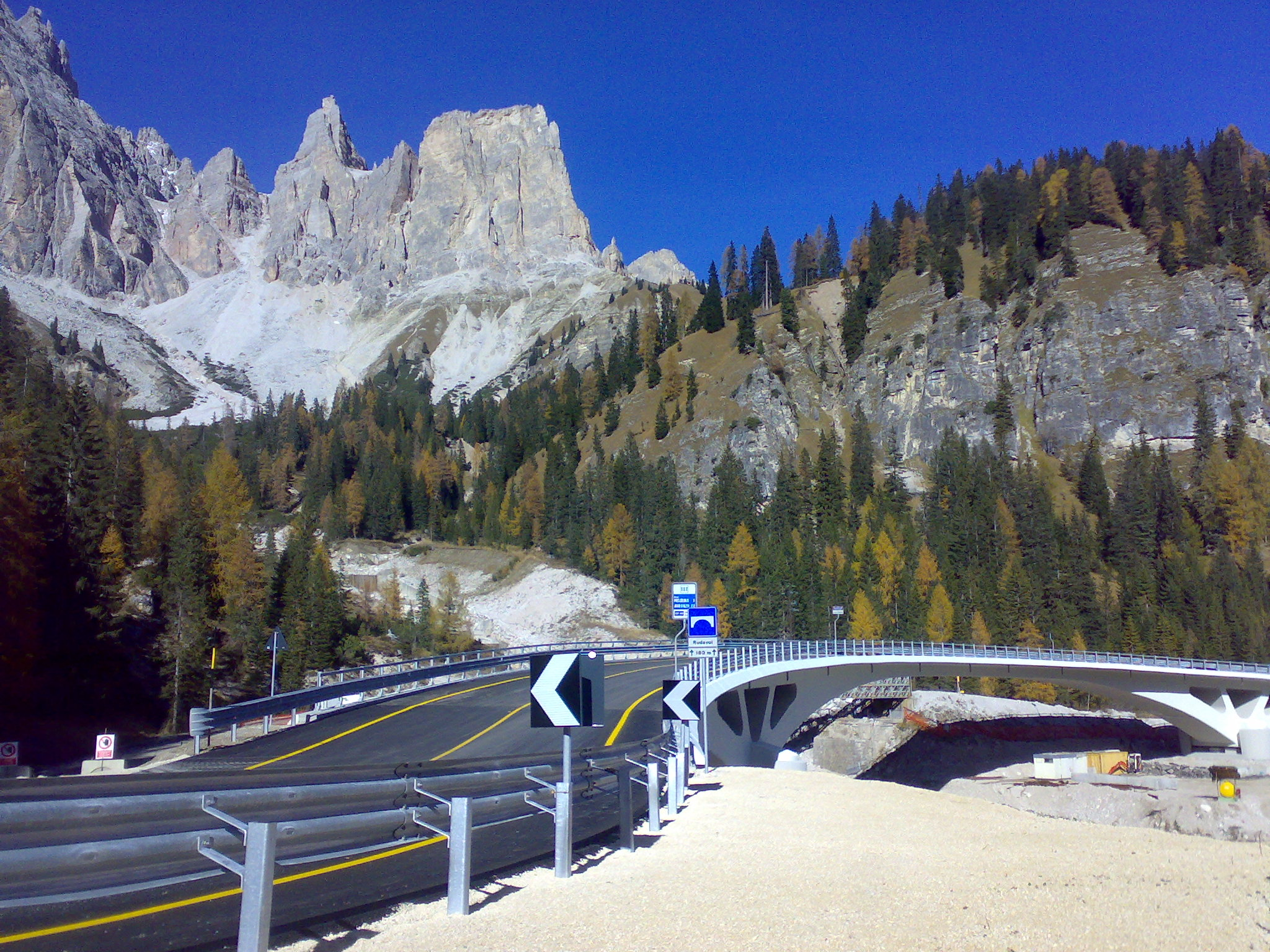
Il nuovo ponte sul Rudavoi